# Fritz Seeldrayers
Pour les articles homonymes, voir Seeldrayers.
 (janvier 2017).
Si vous disposez d'ouvrages ou d'articles de référence ou si vous connaissez des sites web de qualité traitant du thème abordé ici, merci de compléter l'article en donnant les références utiles à sa vérifiabilité et en les liant à la section « Notes et références ».
Frédéric Maximilien Delphin Bernard Seeldrayers dit Fritz Seeldrayers, né à Anderlecht le 28 janvier 1878 et mort en 1963, est un architecte belge de la période Art nouveau qui fut actif à Bruxelles. Il est le fils du peintre Émile Seeldrayers.

## Biographie
Fritz Seeldrayers s'inscrivait dans la tendance « Art nouveau géométrique » initiée par Paul Hankar (par opposition à la tendance « Art nouveau floral » initiée par Victor Horta).
Il est un ami de l'architecte Jules Mockel qui fut témoinà son mariage le 11 novembre 1901 avec Jeanne Juliette Yseux.

## Immeubles de style «Art nouveau géométrique»
- 1900 : rue Moris 52 (baie du dernier étage surmontée d'un linteau métallique et d'un sgraffite)
- 1900 : rue Simonis 66
- 1901 : Maison Yseux, rue Antoine Bréart 95 (belle console soutenant l'oriel, sgraffites sous la corniche)
- 1901 :  avenue Fond Roy 76 à Uccle (villa 4 facades)
- 1904 : rue Moris 56, 58 et 60 (avec Auguste Evrard : frises sous corniche ornées de sgraffites d'Adolphe Crespin)[2]
- boulevard Général Jacques n° 152 (superbes sgraffites aux motifs géométriques ornant l'allège des fenêtres du premier étage et la frise sous corniche)

## Immeubles de style éclectique
- 1901 : rue Antoine Bréart 121[2]